# Chiesa di Maria Santissima della Libera (San Vitaliano)
La chiesa di Maria Santissima della Libera è la chiesa madre di San Vitaliano, in città metropolitana di Napoli e diocesi di Nola; fa parte del quinto decanato.

## Storia
La precedente chiesa sanvitalianese, dedicata a san Giovanni, sorse verosimilmente nel XVI secolo, pur essendo ignoto l'anno preciso.
Nel 1615 questo luogo di culto risultava dotato di due altari laterali, di pertinenza rispettivamente della Confraternita del Corpo di Cristo e della Confraternita del Santissimo Rosario.
La parrocchiale, riedificata nel Seicento, venne interessata da un rifacimento nel 1877, in occasione del quale si provvide a ruotare la pianta della struttura di 180 gradi.
Successivamente all'evento sismico del 1980 l'edificio fu oggetto di un lungo restauro, portato a compimento nel 1992. 
Nel 2016 la chiesa venne interessata da un ampio intervento di restauro e di ripristino e, in quella circostanza, si procedette anche all'esecuzione dell'adeguamento liturgico mediante l'aggiunta dell'ambone e dello spostamento della posizione delle balaustre che delimitano il presbiterio.

## Descrizione

### Esterno
La facciata della chiesa, rivolta a nordovest e affiancata dalla torre dell'orologio, presenta centralmente il portale d'ingresso, sormontato da un'ampia finestra a lunetta e affiancato da esili lesene composite, ed è scandita lateralmente da due altre lesene di maggiori dimensioni, anch'esse di ordine composito, sorreggenti il timpano triangolare dentellato.
Annesso alla parrocchiale è il campanile a base quadrata, la cui cella presenta su ogni lato una monofora a tutto sesto ed è coronata dal tamburo.

### Interno
L'interno dell'edificio si compone di un'unica ampia navata, sulla quale si affacciano le cappelle laterali, introdotte da archi a tutto sesto, e le cui pareti sono scandite da lesene sorreggenti la trabeazione modanata e aggettante sopra la quale si imposta un registro attico caratterizzato dalle finestre; al termine dell'aula si sviluppa il presbiterio, rialzato di alcuni gradini e coperto dalla volta a botte e chiuso dall'abside di forma semicircolare.
Qui sono conservate diverse opere di pregio, tra le quali i due affreschi ritraenti rispettivamente la Predicazione e la Decapitazione di san Giovanni Battista, restaurati nel 1995, la pala avente come soggetto Gesù con gli apostoli nell'orto del Getsemani, attribuita a Francesco Bassano, e l'altare maggiore, costruito nel 1787.